# 太田達也 (写真家)
太田 達也（おおた たつや、1971年 - ）は日本の写真家。日本写真家協会の会員である。
栃木県出身。北海道を中心に、日本国内外で野生動物の撮影を行う。
2009年、『山と渓谷』誌にて「いのちの響 Native Spirit」を連載。
2016年、『ワンダーフォーゲル』誌にて「Northern Life 森に棲むいのち」を連載中。

## 作品

### 写真集
- 『きみにあいたい I wanna see you.』 2009年 山と渓谷社 (ISBN 978-4-635-55003-1)
- 『動物の森』 2014年 パイ インターナショナル(ISBN 978-4-7562-4541-0)
- 『カムイ 神々の鼓動』 2015年 山と渓谷社(ISBN 978-4-635-55013-0)
- 『Lifescape いのちの風景』 2017年 パイ インターナショナル(ISBN 978-4-7562-4845-9)